# 2940 Bacon
A 2940 Bacon (ideiglenes jelöléssel 3042 P-L) a Naprendszer kisbolygóövében található aszteroida. Cornelis Johannes van Houten, Ingrid van Houten-Groeneveld és Tom Gehrels fedezte fel 1960. szeptember 24-én.